# Aquiloeurycea
Aquiloeurycea is een geslacht van salamanders uit de familie longloze salamanders (Plethodontidae). De groep werd voor het eerst wetenschappelijk beschreven door Sean Michael Rovito, Gabriela Parra-Olea, Ernesto Recuero en David Burton Wake in 2015.
Er zijn zes soorten die voorkomen in delen van zuidelijk Noord-Amerika en endemisch leven in Mexico.

## Taxonomie
Geslacht Aquiloeurycea
- Soort Aquiloeurycea cafetalera
- Soort Aquiloeurycea cephalica
- Soort Aquiloeurycea galeanae
- Soort Aquiloeurycea praecellens
- Soort Aquiloeurycea quetzalanensis
- Soort Aquiloeurycea scandens